# Zinaida Aksent'eva
Zinaida Nikolaevna Aksent'eva (in russo Зинаида Николаевна Аксентьева? in ucraino Зінаїда Миколаївна Аксентьєва?, Zinaïda Mykolaïvna Aksent'jeva; Odessa, 25 giugno 1900 – Poltava, 8 aprile 1969) è stata un'astronoma sovietica di nazionalità ucraina.
Si è laureata a Odessa nel 1924. Tra i suoi studi vi sono stati quelli sulla ricerca del centro della Terra. Nei primi anni '50 divenne direttore dell'Osservatorio di Poltava, città in cui è deceduta all'età di 68 anni nel 1969. 
Ha un cratere di Venere a lei dedicato.